# Mercedes-Benz O 303
Mercedes-Benz O303 - серія міжміських та приміських автобусів Mercedes-Benz, а також автобусне шасі, на якому будували свої автобуси інші виробники. Серія має численні моделі і випускалася з 1974 по 1992 рік. Всього було виготовлено 25778 комплектних автобусів і 12307 автобусних шасі. Деякі моделі за ліцензією випускав також Голіцинський автобусний завод з Росії. Через кілька років виробництво таких автобусів в Голіцино було згорнуто через високу ціну (вартість одного автобуса становила 300000 доларів).
O 303 існував в багатьох різних версіях, з 9, 10, 11, 13, 14 і 15 рядами сидінь, з кузовами в шести різних довжинах кузова від 8,7 до 12 метрів.
Автобуси комплектувалися різноманітними дизельними двигунами V6, V8 і V10 потужністю від 190 до 360 к.с.
На зміно йому прийшла модель Mercedes-Benz O 404.